# لاري فلين
لاري فلين (بالإنجليزية: Larry Flynn)‏ هو مالك فريق ناسكار ‏ أمريكي، ولد في 10 أبريل 1930 في هولي هيل في الولايات المتحدة، وتوفي في 14 سبتمبر 2007 بسبب السكري.